# Crocidura caliginea
Crocidura caliginea — вид землерийок. Його батьківщиною є Демократична Республіка Конго, де він живе в лісах.